# Merchant Category Code
MCC – czterocyfrowe oznaczenie nadawane przedsiębiorstwu działającemu w danej branży w momencie zainstalowania terminalu do płatności kartami któregoś z globalnych operatorów (Mastercard, Visa  i American Express).
Merchant Category Code wprowadzony został przez firmy obsługujące płatności kartami płatniczymi. Czterocyfrowy numer wykorzystywany jest w celu profilowania klientów oraz poznania ich nawyków zakupowych.

## Przykładowe kody
| Kod MCC        | Branża                                        |
| -------------- | --------------------------------------------- |
| 6011           | gotówka z bankomatów                          |
| 6010           | gotówka z kas banków                          |
| 5942           | Księgarnie                                    |
| 5812           | Restauracje                                   |
| 5541 5542 5983 | Stacje benzynowe                              |
| 4111           | usługi transportowe                           |
| 6012           | instytucje finansowe                          |
| 6211           | brokerzy ubezpieczeniowi                      |
| 6051           | przekazy pieniężne w instytucjach finansowych |
| 4829           | internetowe przekazy pieniężne                |